# Veronica Nicole Tetelbaum
Veronica Nicole Tetelbaum (hebräisch ורוניקה ניקול טטלבאום; * 10. April 1984 in Charkiw) ist eine ukrainisch-israelische Filmemacherin, Fotografin und Schauspielerin.

## Biografie
Tetelbaum wanderte 1990 aus der damals noch sowjetischen Ukraine nach Israel aus. Sie wurde am Lee Strasberg Theatre and Film Institute (Abschluss 2004), an der Minshar School of Art in Tel Aviv und der Sam Spiegel Film and Television School in Jerusalem (Abschluss 2014) ausgebildet.

## Werk und Wirken
In ihren Fotografien setzt sie sich mit den Themen Identität und Erinnerung auseinander. 2019 wurden ihre Arbeiten in der Nolobz Art Gallery in Tel Aviv gezeigt.
Als Schauspielerin wirkte Tetelbaum in Kedma (2002) von Amos Gitai und Andante (2010) von Assaf Tager mit.
Ihre Werke als Regisseurin waren auf verschiedenen Filmfestivals zu sehen. Who Are You (2012) lief auf dem Tbilisi International Film Festival, dem The Tel Aviv International LGBTQ+ Film Festival (TLVFest) und dem Lethal Lesbian Filmfestival. Der Kurzfilm Water Fish (2014) wurde auf dem Haifa International Film Festival, dem Lethal Lesbian und dem TLVFest gezeigt. Auf dem Long Short Film Festival Tel Aviv und dem TLVFest war der Kurzfilm Every Day (2015) zu sehen. Ihr Kurzfilm Confession (2018) nahm am TLVFest und am Tel Aviv International Student Film Festival (TISFF) teil. Er gewann 2019 den Short Independent Film Prize beim Cinema South Festival des Sapir College.
2016 gewann sie ein Entwicklungsstipendium für ihr erstes Spielfilmdrehbuch Batim (Houses) von der Association of Women in the Image. Das Projekt gewann den Koproduktionspreis des TorinoFilmLab und wurde für den Venice Gap Financing Market 2022 der Biennale di Venezia ausgewählt. Das Spielfilmdebüt Batim wird auf den Internationalen Filmfestspielen Berlin 2025 im Forum gezeigt. Der Film ist für den Teddy Award nominiert.

## Filmografie
- 2012: Mi At (Who Are You), Kurzfilm
- 2014: Dag Ba-Maim (Water Fish), Kurzfilm
- 2015: Kol Yom (Every Day), Kurzfilm
- 2017: Vidui (Confession), Kurzfilm
- 2025: Batim (Houses), Langfilm